# Liste der portugiesischen Botschafter in Estland

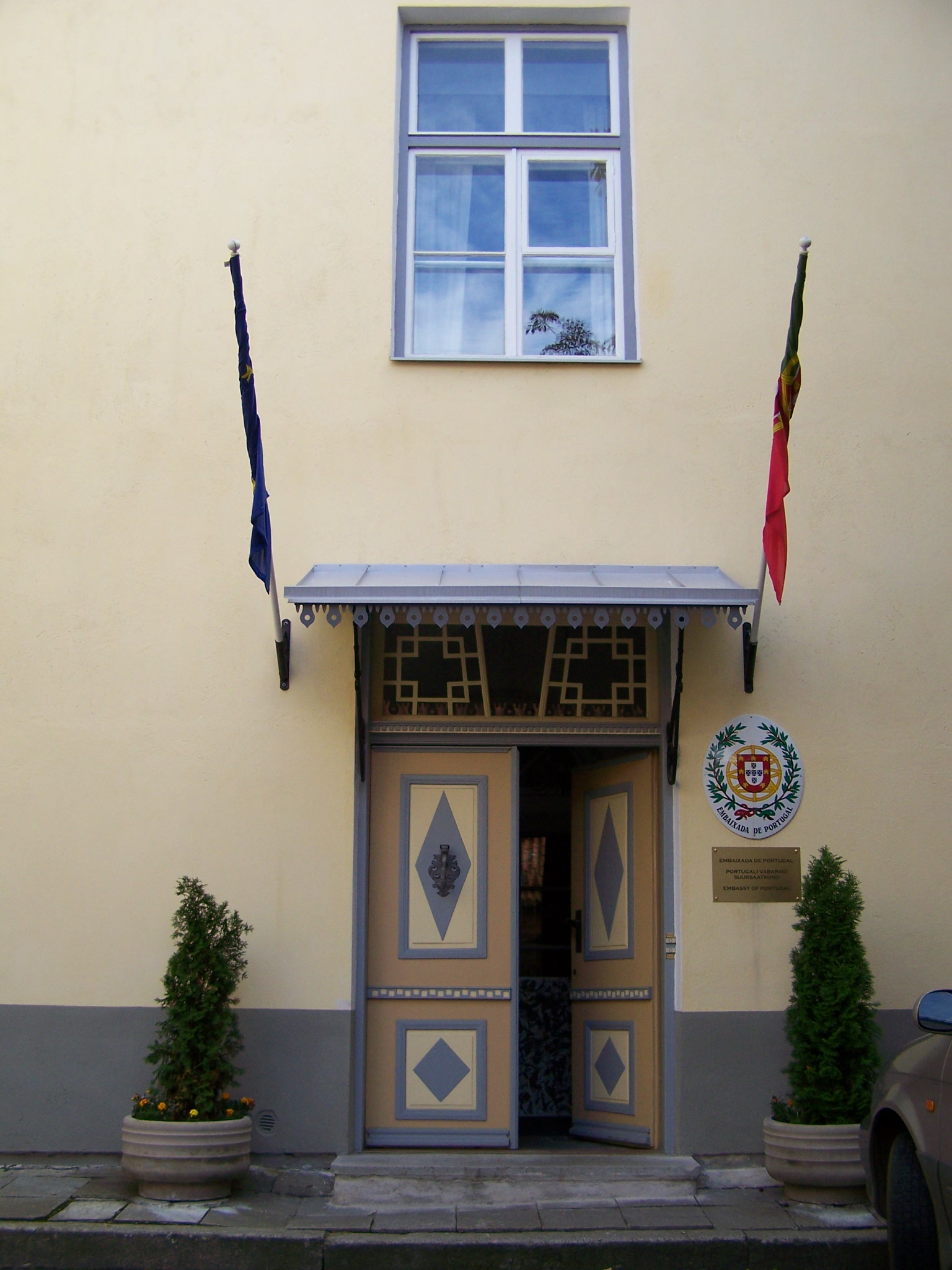
Botschaft Portugals in Tallinn (nach dem 29. Februar 2012 geschlossen)

Die Liste der portugiesischen Botschafter in Estland listet die Botschafter der Republik Portugal in Estland auf. Bis zum 29. Februar 2012 befand sich die portugiesische Botschaft in Tallinn; seitdem residiert der portugiesische Botschafter für Estland in Helsinki.
| Ernennung/ Akkreditierung | Name                                    | Bemerkungen | ernannt von Präsident Portugal | akkreditiert bei Präsident der Republik Estland | Posten verlassen |
| ------------------------- | --------------------------------------- | ----------- | ------------------------------ | ----------------------------------------------- | ---------------- |
| 1993                      | Jorge Alberto Nogueira De Lemos Godinho |             | Mário Soares                   | Lennart Meri                                    | 1996             |
| 1996                      | Manuel Moreira de Andrade               |             | Jorge Sampaio                  | Lennart Meri                                    | 2001             |
| 2001                      | Filipe Guterres                         |             | Jorge Sampaio                  | Arnold Rüütel                                   | 2004             |
| 2004                      | João Manuel da Cruz da Silva Leitão     |             | Jorge Sampaio                  | Arnold Rüütel                                   | 2005             |
| 2005                      | Ana Paula Baptista Grade Zacarias       |             | Jorge Sampaio                  | Arnold Rüütel                                   | 2009             |
| 10. Dez. 2009             | Maria de Fátima de Pina Perestrello     |             | Aníbal Cavaco Silva            | Toomas Hendrik Ilves                            |                  |